# Nick Petrangelo
Nicholas Vincent „Nick“ Petrangelo (* 2. Januar 1987 in Feeding Hills, Massachusetts) ist ein professioneller US-amerikanischer Pokerspieler.
Petrangelo hat sich mit Poker bei Live-Turnieren knapp 32,5 Millionen US-Dollar erspielt. Er ist zweifacher Braceletgewinner der World Series of Poker und gewann 2017 die A$100.000 Challenge der Aussie Millions Poker Championship sowie 2020 das Main Event der World Poker Tour. Im Jahr 2017 stand der Amerikaner für insgesamt 25 Wochen an der Spitze der Pokerweltrangliste.

## Persönliches
Petrangelo spielte von seiner Kindheit an Hockey und schaffte es am College bis in die Division III. Nach mehreren Gehirnerschütterungen beendete er seine Karriere vorsichtshalber. Er machte am Skidmore College, einer privaten Hochschule in New York, einen Abschluss in Finanzwirtschaft. Nach der Finanzkrise fand Petrangelo im Jahr 2008 keine Arbeit und entschied sich, sein Geld mit Poker zu verdienen. Er lebt in Feeding Hills im US-Bundesstaat Massachusetts.

## Pokerkarriere

### Werdegang
Petrangelo spielt auf der Onlinepoker-Plattform PokerStars unter dem Nickname caecilius und nutze bei Full Tilt Poker den Namen canofcorn22. Im Dezember 2012 sammelte er im PokerStake-Ranking, das die erfolgreichsten Online-Turnierspieler listet, weltweit die meisten Punkte; im Jahr 2013 stand er im PokerStake-Ranking zeitweise unter den Top 10 der Welt. Auf PokerStars gewann der Amerikaner im September 2017 das High-Roller-Event der World Championship of Online Poker mit rund 625.000 US-Dollar Siegprämie. Während der COVID-19-Pandemie gewann der Amerikaner auf dem Onlinepokerraum partypoker im August 2020 das Main Event der World Poker Tour (WPT) und sicherte sich den Hauptpreis von knapp 500.000 US-Dollar.
Seine erste Geldplatzierung bei einem Live-Turnier erzielte Petrangelo Mitte Januar 2009 in Verona im US-Bundesstaat New York. Mitte Juni 2009 war er erstmals bei der World Series of Poker (WSOP) am Las Vegas Strip erfolgreich und kam bei einem Turnier in der Variante No Limit Hold’em ins Geld. Anfang 2015 gewann er ein Turnier des PokerStars Caribbean Adventures (PCA) auf den Bahamas mit einer Siegprämie von mehr als 100.000 US-Dollar. Wenige Tage später erreichte er beim High-Roller-Event des PCA den Finaltisch und beendete das Turnier auf dem sechsten Platz für weitere 300.000 US-Dollar. Bei der WSOP 2015 gewann der Amerikaner ein Shootout-Event und damit ein Bracelet sowie rund 200.000 US-Dollar Preisgeld. Sein bis dahin höchstes Preisgeld sicherte sich Petrangelo Mitte Dezember 2015, als er beim Alpha8 der WPT im Hotel Bellagio am Las Vegas Strip hinter Fedor Holz den zweiten Platz belegte und dafür über eine Million US-Dollar kassierte. Mitte Januar 2017 erreichte er beim High-Roller-Event der ersten PokerStars Championship auf den Bahamas den Finaltisch und beendete das Turnier auf dem zweiten Platz für knapp 750.000 US-Dollar. Nur zwei Wochen später gewann der Amerikaner die A$100.000 Challenge der Aussie Millions Poker Championship in Melbourne mit einer Siegprämie von 882.000 Australischen Dollar. Zu diesem Zeitpunkt übernahm er erstmals für 5 Wochen in Serie die Führung der Pokerweltrangliste. Vom 5. April bis 22. August 2017 führte Petrangelo diese erneut für 20 Wochen in Serie an. Ende April 2018 wurde er bei einem High Roller der European Poker Tour in Monte-Carlo Zweiter hinter Steve O’Dwyer für knapp 470.000 Euro. Im Mai 2018 belegte Petrangelo beim Super High Roller Bowl im Aria Resort & Casino am Las Vegas Strip den sechsten Platz und erhielt ein Preisgeld von 900.000 US-Dollar. Wenige Tage später gewann er das 100.000 US-Dollar teure High-Roller-Event der WSOP 2018 und sicherte sich damit sein zweites Bracelet sowie eine Siegprämie von knapp 3 Millionen US-Dollar. Auch beim 50.000 US-Dollar teuren High-Roller-Event der Serie erreichte der Amerikaner den Finaltisch und wurde Dritter für rund 720.000 US-Dollar Preisgeld. Bei der WSOP 2019 belegte er beim anlässlich der 50. Austragung der Turnierserie ausgespielten High Roller den mit über 335.000 US-Dollar dotierten fünften Platz. Im September 2021 erzielte Petrangelo bei den Poker Masters im Aria Resort & Casino drei Geldplatzierungen, sicherte sich Preisgelder von knapp 930.000 US-Dollar und belegte, insbesondere aufgrund seines zweiten Platzes im Main Event, den zweiten Rang im Rennen um das Poker Masters Purple Jacket™. Ebenfalls im Aria wurde er im Oktober 2021 innerhalb zweier Tage einmal Zweiter und Erster bei High-Roller-Events und erhielt Preisgelder von über 2 Millionen US-Dollar. Bei den Stairway to Millions gewann der Amerikaner Mitte Januar 2022 die letzten beiden Events und sicherte sich über 1,5 Millionen US-Dollar. Im Oktober 2022 belegte er beim Super High Roller Bowl VII den mit über 2 Millionen US-Dollar dotierten zweiten Rang. In Hội An erzielte Petrangelo im März 2023 vier Geldplatzierungen bei der Triton Poker Series, die ihm Preisgelder von über einer Million US-Dollar zusicherten. Anfang August 2023 erreichte er beim Luxon Invitational der Turnierserie in London den Finaltisch und erhielt als Siebter knapp 1,2 Millionen US-Dollar.

### Preisgeldübersicht

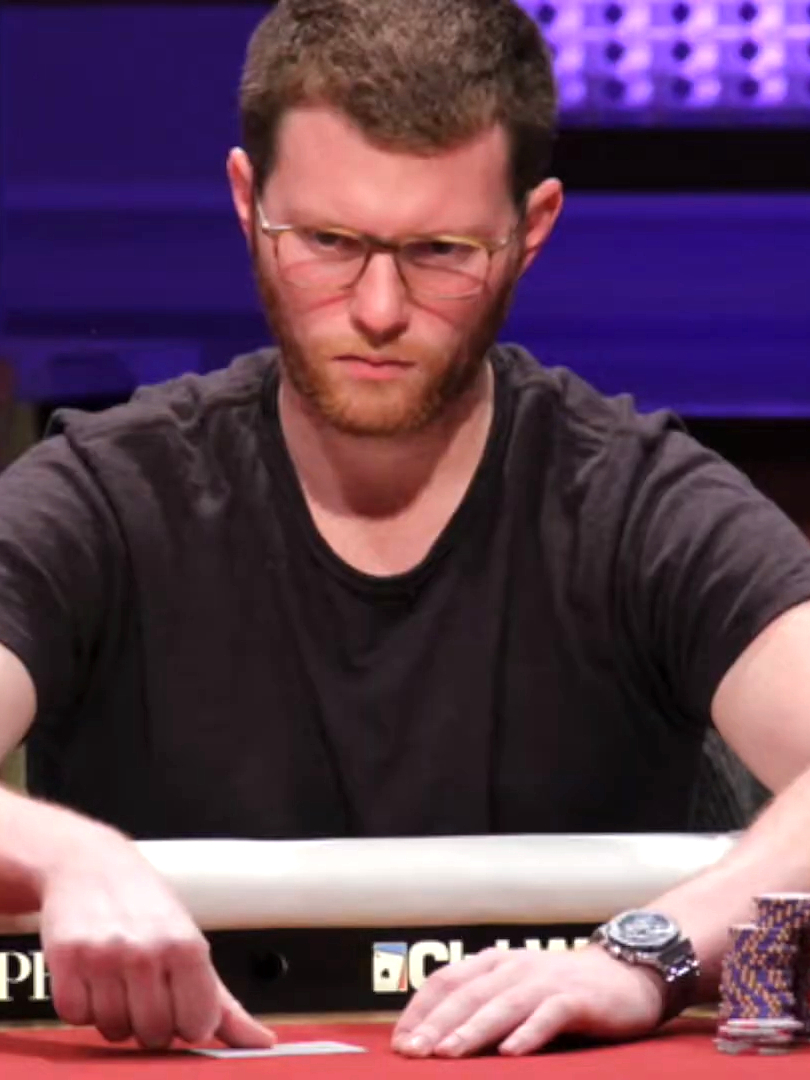
Petrangelo bei einem Alpha8-Event am Las Vegas Strip (2015)

| Jahr   | Preisgeld (in $) | Turniersiege |
| ------ | ---------------- | ------------ |
| 2009   | 9.327            | 0            |
| 2010   | 26.575           | 0            |
| 2011   | 49.020           | 0            |
| 2012   | 85.327           | 1            |
| 2013   | 54.032           | 0            |
| 2014   | 189.202          | 0            |
| 2015   | 3.423.619        | 2            |
| 2016   | 2.138.760        | 3            |
| 2017   | 3.502.427        | 1            |
| 2018   | 6.956.868        | 5            |
| 2019   | 1.063.825        | 1            |
| 2020   | 0                | 0            |
| 2021   | 3.769.210        | 3            |
| 2022   | 5.632.513        | 3            |
| 2023   | 5.514.303        | 0            |
| 2024   | 0                | 0            |
| gesamt | 32.415.008       | 19           |

### Braceletübersicht
Petrangelo kam bei der WSOP 30-mal ins Geld und gewann zwei Bracelets:
| Jahr | Buy-in (in $) | Turnier                      | Teilnehmer | Preisgeld (in $) |
| ---- | ------------- | ---------------------------- | ---------- | ---------------- |
| 2015 | 003.000       | No-Limit Hold’em Shootout    | 308        | 0.201.812        |
| 2018 | 100.000       | No-Limit Hold’em High Roller | 105        | 2.910.227        |